# Toxen
Toxen är en sjö i Falu kommun i Dalarna och ingår i Gavleåns huvudavrinningsområde. Sjön har en area på 0,209 kvadratkilometer och ligger 248 meter över havet. Sjön avvattnas av vattendraget Gavelhytteån.

## Delavrinningsområde
Toxen ingår i det delavrinningsområde (672460-150831) som SMHI kallar för Inloppet i Logärden. Medelhöjden är 260 meter över havet och ytan är 1,99 kvadratkilometer. Det finns inga avrinningsområden uppströms utan avrinningsområdet är högsta punkten. Gavelhytteån som avvattnar avrinningsområdet har biflödesordning 2, vilket innebär att vattnet flödar genom totalt 2 vattendrag innan det når havet efter 107 kilometer. Avrinningsområdet består mestadels av skog (85 procent). Avrinningsområdet har 0,21 kvadratkilometer vattenytor vilket ger det en sjöprocent på 10,6 procent.